# Хуан Суньїга
Хуан Каміло Суньїга (ісп. Juan Camilo Zúñiga, нар. 14 грудня 1985, Чігородо) — колумбійський футболіст, півзахисник та захисник клубу «Наполі». На умовах оренди грає за англійський «Вотфорд».

## Клубна кар'єра
Вихованець футбольної школи клубу «Атлетіко Насьйональ». Дорослу футбольну кар'єру розпочав 2002 року в основній команді того ж клубу, в якій провів шість з половиною сезонів, взявши участь у 123 матчах чемпіонату. Більшість часу, проведеного у складі «Атлетіко Насьйональ», був основним гравцем команди і допоміг клубу за цей час тричі виграти чемпіонат Колумбії.
Протягом сезону 2008–09 років захищав кольори італійської «Сієни».
До складу клубу «Наполі» приєднався 26 червня 2009 року. Встиг відіграти за неаполітанську команду 125 матчів в національному чемпіонаті.
2016 року був орендований спочатку до «Болоньї», а згодом до англійського «Вотфорда».

## Виступи за збірні
2005 року залучався до складу молодіжної збірної Колумбії. На молодіжному рівні зіграв у 4 офіційних матчах.
9 березня 2005 року дебютував в офіційних матчах у складі національної збірної Колумбії в товариській грі проти збірної США. Цікаво, що другий матч за збірну для Суньїги, який відбувся більш ніж через два роки, також був проти збірної США. Але цього разу південноамериканці мінімально перемогли. 
У складі збірної був учасником розіграшу Кубка Америки 2007 року у Венесуелі та розіграшу Кубка Америки 2011 року в Аргентині.
Наразі провів у формі головної команди країни 61 матч, забивши 1 гол.

## Статистика виступів

### Статистика клубних виступів
| Сезон                           | Команда                         | Чемпіонат                       | Чемпіонат | Чемпіонат | Національний кубок | Національний кубок | Національний кубок | Континентальні кубки | Континентальні кубки | Континентальні кубки | Інші змагання | Інші змагання | Інші змагання | Усього | Усього |
| Сезон                           | Команда                         | Ліга                            | Ігор      | Голів     | Ліга               | Ігор               | Голів              | Ліга                 | Ігор                 | Голів                | Ліга          | Ігор          | Голів         | Ігор   | Голів  |
| ------------------------------- | ------------------------------- | ------------------------------- | --------- | --------- | ------------------ | ------------------ | ------------------ | -------------------- | -------------------- | -------------------- | ------------- | ------------- | ------------- | ------ | ------ |
| 2002                            | «Атлетіко Насьйональ»           | ПД                              | 4         | 0         | —                  | —                  | —                  | ПК                   | 0                    | 0                    | —             | —             | —             | 4      | 0      |
| 2003                            | «Атлетіко Насьйональ»           | ПД                              | 1         | 0         | —                  | —                  | —                  | ПК                   | 0                    | 0                    | —             | —             | —             | 1      | 0      |
| 2004                            | «Атлетіко Насьйональ»           | ПД                              | 23        | 0         | —                  | —                  | —                  | —                    | —                    | —                    | —             | —             | —             | 23     | 0      |
| 2005                            | «Атлетіко Насьйональ»           | ПД                              | 23        | 2         | —                  | —                  | —                  | ПК                   | 5                    | 0                    | —             | —             | —             | 28     | 2      |
| 2006                            | «Атлетіко Насьйональ»           | ПД                              | 24        | 1         | —                  | —                  | —                  | КЛ                   | 0                    | 0                    | —             | —             | —             | 24     | 1      |
| 2007                            | «Атлетіко Насьйональ»           | ПД                              | 34        | 4         | —                  | —                  | —                  | ПК                   | 4                    | 0                    | —             | —             | —             | 38     | 4      |
| 2008                            | «Атлетіко Насьйональ»           | ПД                              | 14        | 2         | —                  | —                  | —                  | КЛ                   | 8                    | 0                    | —             | —             | —             | 22     | 2      |
| Усього за «Атлетіко Насьйональ» | Усього за «Атлетіко Насьйональ» | Усього за «Атлетіко Насьйональ» | 123       | 9         |                    | —                  | —                  |                      | 17                   | 0                    |               | —             | —             | 140    | 9      |
| 2008-09                         | «Сієна»                         | A                               | 28        | 0         | КІ                 | 1                  | 0                  | —                    | —                    | —                    | —             | —             | —             | 29     | 0      |
| 2009-10                         | «Наполі»                        | A                               | 22        | 0         | КІ                 | 2                  | 0                  | —                    | —                    | —                    | —             | —             | —             | 24     | 0      |
| 2010-11                         | «Наполі»                        | A                               | 27        | 2         | КІ                 | 2                  | 0                  | ЛЄ                   | 8                    | 0                    | —             | —             | —             | 37     | 2      |
| 2011-12                         | «Наполі»                        | A                               | 31        | 2         | КІ                 | 5                  | 0                  | ЛЧ                   | 7                    | 0                    | —             | —             | —             | 43     | 2      |
| 2012-13                         | «Наполі»                        | A                               | 18        | 0         | КІ                 | 1                  | 0                  | ЛЄ                   | 4                    | 0                    | СІ            | 1             | 0             | 24     | 0      |
| Усього за «Наполі»              | Усього за «Наполі»              | Усього за «Наполі»              | 98        | 4         |                    | 10                 | 0                  |                      | 19                   | 0                    |               | 1             | 0             | 128    | 4      |
| Усього за кар'єру               | Усього за кар'єру               | Усього за кар'єру               | 249       | 13        |                    | 11                 | 0                  |                      | 36                   | 0                    |               | 1             | 0             | 297    | 13     |

### Статистика виступів за збірну
| Дата       | Місто                  | Господарі | Результат  | Гості      | Турнір                            | Голи | Примітки |
| ---------- | ---------------------- | --------- | ---------- | ---------- | --------------------------------- | ---- | -------- |
| 09/03/2005 | Лос-Анджелес           | США       | 3 – 0      | Колумбія   | товариський матч                  | -    |          |
| 05/07/2007 | Баркісімето            | США       | 0 – 1      | Колумбія   | Копа Америка 2007 - груповий етап | -    |          |
| 14/10/2007 | Богота                 | Колумбія  | 0 – 0      | Бразилія   | Відбір до ЧС 2010                 | -    |          |
| 17/10/2007 | Ла-Пас                 | Болівія   | 0 – 0      | Колумбія   | Відбір до ЧС 2010                 | -    |          |
| 06/02/2008 | Монтевідео             | Уругвай   | 2 – 2      | Колумбія   | товариський матч                  | -    |          |
| 30/04/2008 | Букараманґа            | Колумбія  | 5 – 2      | Венесуела  | товариський матч                  | -    |          |
| 14/06/2008 | Ліма                   | Перу      | 1 – 1      | Колумбія   | Відбір до ЧС 2010                 | -    |          |
| 18/06/2008 | Кіто                   | Еквадор   | 0 – 0      | Колумбія   | Відбір до ЧС 2010                 | -    |          |
| 20/08/2008 | Нью-Йорк               | Колумбія  | 0 – 1      | Еквадор    | товариський матч                  | -    |          |
| 06/09/2008 | Богота                 | Колумбія  | 0 – 1      | Уругвай    | Відбір до ЧС 2010                 | -    |          |
| 10/09/2008 | Сантьяго               | Чилі      | 4 – 0      | Колумбія   | Відбір до ЧС 2010                 | -    |          |
| 11/10/2008 | Богота                 | Колумбія  | 0 – 1      | Парагвай   | Відбір до ЧС 2010                 | -    |          |
| 15/10/2008 | Ріо-де-Жанейро         | Бразилія  | 0 – 0      | Колумбія   | Відбір до ЧС 2010                 | -    |          |
| 19/11/2008 | Калі                   | Колумбія  | 1 – 0      | Нігерія    | товариський матч                  | -    |          |
| 11/02/2009 | Перейра                | Колумбія  | 2 – 0      | Гаїті      | товариський матч                  | -    |          |
| 28/03/2009 | Богота                 | Колумбія  | 2 – 0      | Болівія    | Відбір до ЧС 2010                 | -    |          |
| 31/03/2009 | Пуерто-Ордас           | Венесуела | 2 – 0      | Колумбія   | Відбір до ЧС 2010                 | -    |          |
| 06/06/2009 | Буенос-Айрес           | Аргентина | 1 – 0      | Колумбія   | Відбір до ЧС 2010                 | -    |          |
| 10/06/2009 | Медельїн               | Колумбія  | 1 – 0      | Перу       | Відбір до ЧС 2010                 | -    |          |
| 05/09/2009 | Медельїн               | Колумбія  | 2 – 0      | Еквадор    | Відбір до ЧС 2010                 | -    |          |
| 10/10/2009 | Медельїн               | Колумбія  | 2 – 4      | Чилі       | Відбір до ЧС 2010                 | -    |          |
| 27/05/2010 | Йоганнесбург           | ПАР       | 2 – 1      | Колумбія   | товариський матч                  | -    |          |
| 03/09/2010 | Пуерто-ла-Крус         | Венесуела | 0 – 2      | Колумбія   | товариський матч                  | -    |          |
| 07/09/2010 | Монтеррей              | Мексика   | 1 – 0      | Колумбія   | товариський матч                  | -    |          |
| 08/10/2010 | Нью-Йорк               | Еквадор   | 0 – 1      | Колумбія   | товариський матч                  | -    |          |
| 12/10/2010 | Філадельфія            | США       | 0 – 0      | Колумбія   | товариський матч                  | -    |          |
| 09/02/2011 | Мадрид                 | Іспанія   | 1 – 0      | Колумбія   | товариський матч                  | -    |          |
| 26/03/2011 | Мадрид                 | Еквадор   | 0 – 2      | Колумбія   | товариський матч                  | -    |          |
| 29/03/2011 | Гаага                  | Чилі      | 2 – 0      | Колумбія   | товариський матч                  | -    |          |
| 25/06/2011 | Медельїн               | Колумбія  | 2 – 0      | Сенегал    | товариський матч                  | -    |          |
| 02/07/2011 | Сан-Сальвадор-де-Жужуй | Колумбія  | 1 – 0      | Коста-Рика | Копа Америка 2011 - груповий етап | -    |          |
| 06/07/2011 | Санта-Фе               | Аргентина | 0 – 0      | Колумбія   | Копа Америка 2011 - груповий етап | -    |          |
| 10/07/2011 | Санта-Фе               | Колумбія  | 2 – 0      | Болівія    | Копа Америка 2011 - груповий етап | -    |          |
| 16/07/2011 | Кордова                | Колумбія  | 0 – 2 д.ч. | Перу       | Копа Америка 2011 - чвертьфінал   | -    |          |
| 03/09/2011 | Нью-Йорк               | Гондурас  | 0 – 2      | Колумбія   | товариський матч                  | -    |          |
| 06/09/2011 | Форт-Лодердейл         | Ямайка    | 0 – 2      | Колумбія   | товариський матч                  | -    |          |
| 11/10/2011 | Ла-Пас                 | Болівія   | 1 – 2      | Колумбія   | Відбір до ЧС 2014                 | -    |          |
| 15/11/2011 | Барранкілья            | Колумбія  | 1 – 2      | Аргентина  | Відбір до ЧС 2014                 | -    |          |
| 29/02/2012 | Маямі                  | Мексика   | 0 – 2      | Колумбія   | товариський матч                  | -    |          |
| 10/06/2012 | Кіто                   | Еквадор   | 1 – 0      | Колумбія   | Відбір до ЧС 2014                 | -    |          |
| 07/09/2012 | Барранкілья            | Колумбія  | 4 – 0      | Уругвай    | Відбір до ЧС 2014                 | 1    |          |
| 11/09/2012 | Сантьяго               | Чилі      | 1 – 3      | Колумбія   | Відбір до ЧС 2014                 | -    |          |
| 12/10/2012 | Барранкілья            | Колумбія  | 2 – 0      | Парагвай   | Відбір до ЧС 2014                 | -    |          |
| Усього     |                        | Матчів    | 43         |            | Голів                             | 1    |          |

## Досягнення
- Чемпіон Південної Америки (U-20): 2005
- Чемпіон Колумбії:

«Атлетіко Насьйональ»: 2005 А, 2007 А, 2007 Ф
- Володар Кубка Італії:

«Наполі»: 2011-12, 2013-14
- Володар Суперкубка Італії:

«Наполі»: 2014